# Greet van Gool
Greta (Greet) van Gool (Schoten, 4 april 1962) is een voormalig Belgisch politica voor de sp.a.

## Biografie
Van Gool groeide op in Borgerhout en werd in 1985 licentiate in de rechten aan het Ufsia en de UIA. Ze begon haar loopbaan in 1987 als ambtenaar bij het Rijksinstituut voor Sociale Verzekeringen van Zelfstandigen (RSVZ), eerst in Antwerpen en later in Brussel, en werkte bij de RSVZ tot in 1999. 
In 1999 werd ze adviseur op het kabinet van toenmalig federaal minister van Sociale Zaken Frank Vandenbroucke. Nadat haar in januari 2001 gevraagd werd om Freddy Willockx op te volgen als regeringscommissaris, aanvaardde ze het mandaat en nam ontslag als kabinetsadviseur. Ze bleef regeringscommissaris tot in mei 2003 en werd in deze taak bevoegd voor het uitbouwen van een modernere en vereenvoudigde sociale zekerheid.
In mei 2003 werd van Gool voor de kieskring Antwerpen verkozen als lid van de Kamer van volksvertegenwoordigers, waar ze van 2003 tot 2007 secretaris was. Ze zetelde er tot in juni 2007 en werd toen niet herkozen. In 2005 werd ze voorzitter van de Arbeiderstoeristenbond De Natuurvrienden, een mandaat dat ze tot op heden bekleedt. In 2008 werd ze terug adviseur, maar deze keer op het kabinet van toenmalig minister van Pensioenen Marie Arena. In 2009 werd ze adjunct-directeur op het kabinet van toenmalig staatssecretaris Jean-Marc Delizée en bleef dit tot eind 2011. Van 2006 tot 2018 was ze tevens gemeenteraadslid van de stad Antwerpen en van 2012 tot 2018 provincieraadslid van de provincie Antwerpen. In de provincieraad wijdde ze zich aan onderwijs, jeugd, cultuur en welzijn.
Van 2011 tot 2019 was van Gool attaché bij de Federale Overheidsdienst Sociale Zekerheid en sindsdien is ze directrice bij de Federale ombudsman.